# Much Birch
Much Birch är en ort och civil parish i Storbritannien.   Den ligger i grevskapet Herefordshire och riksdelen England, i den södra delen av landet, 180 km väster om huvudstaden London. Much Birch ligger 163 meter över havet och antalet invånare är 833.
Terrängen runt Much Birch är huvudsakligen platt, men åt sydväst är den kuperad. Much Birch ligger uppe på en höjd. Runt Much Birch är det ganska tätbefolkat, med 93 invånare per kvadratkilometer. Närmaste större samhälle är Hereford, 9,5 km norr om Much Birch. Trakten runt Much Birch består till största delen av jordbruksmark.